# Polystachya crassifolia
Polystachya crassifolia är en orkidéart som beskrevs av Rudolf Schlechter. Polystachya crassifolia ingår i släktet Polystachya och familjen orkidéer. Inga underarter finns listade i Catalogue of Life.